# Al-Lail
The Night o Al-Lail (àrab: الليل, Al-layl, ‘La nit’) és una pel·lícula siriana, produïda per The General Establishment of Cinema i dirigida per Mohammad Malas, el 1992. La pel·lícula va ser rodada a Quneitra i tracta sobre el Conflicte arabo-israelià. El 1993 es va convertir en el primer llargmetratge sirià que es va presentar al Festival de Cinema de Nova York.

## Guardons
- Festival de Cinema de Cartago - Tanit d'or, 1992.
- XIV edició de la Mostra de València - Palmera de plata i menció a la millor fotografia.[5]